# Xanthodelphax hellas
Xanthodelphax hellas är en insektsart som beskrevs av Asche 1982. Xanthodelphax hellas ingår i släktet Xanthodelphax och familjen sporrstritar.
Artens utbredningsområde är Grekland. Inga underarter finns listade i Catalogue of Life.